# Evropský den smutku

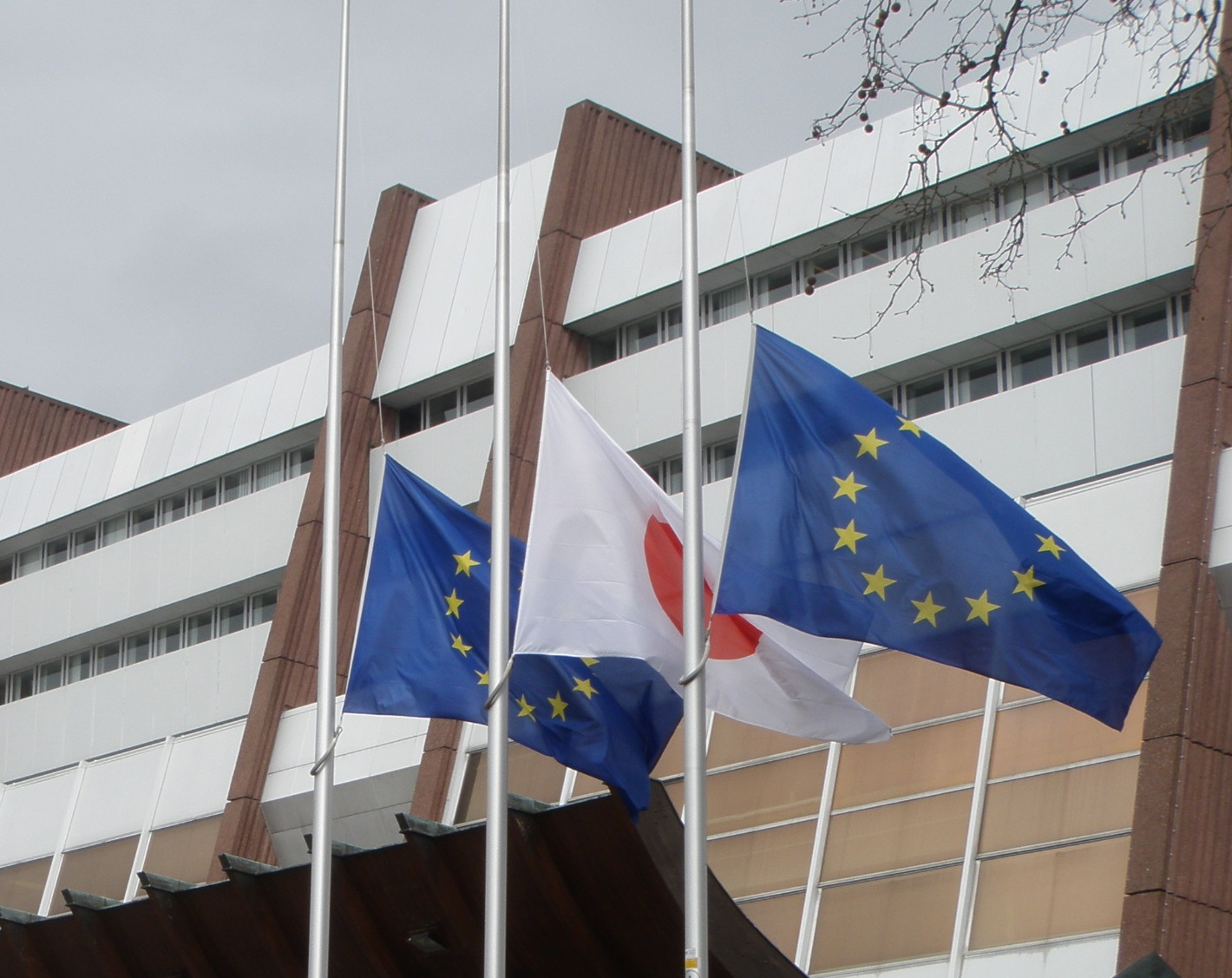
Vlajka Evropy a japonská vlajka na půl žerdi

Evropský den smutku je den, který se vyznačuje smutečními a vzpomínkovými aktivitami v členských státech Evropské unie. Jsou deklarovány Unií a jsou odděleny od dnů státního smutku, které jsou vyhlašovány na národní úrovni. K únoru 2023 proběhly tři evropské dny smutku.

## Pozadí
Evropská komise představila tento koncept dne 12. září 2001, den po teroristických útocích ve Spojených státech. Komise se s Evropskou radou a Evropským parlamentem dohodla na společném prohlášení o odsouzení útoků a vyhlásila datum 14. září 2001 za den smutku v členských státech a institucích EU. Evropští občané byli požádáni, aby se připojili ke třem minutám ticha.
Podruhé byl tento den vyhlášen na 12. dubna 2010, dva dny po letecké havárii ve Smolensku. Při neštěstí zahynuli polský prezident Lech Kaczyński, první dáma Maria Kaczyńska, bývalý exilový prezident Ryszard Kaczorowski, náčelník polského generálního štábu Franciszek Gągor a další polští vládní úředníci.
Dne 13. listopadu 2015 se konal třetí Evropský den smutku pro oběti teroristických útoků v Paříži. Všichni evropští občané byli požádáni, aby se 16. listopadu přidali k jedné minutě ticha. Občané a politici se v řadě zemí u příležitosti minuty ticha shromáždili, mimo jiné ve Francii, Německu, Belgii, Lucembursku, Spojeném království a Turecku. V Nizozemsku se zastavily vlaky a autobusy, vzlety na letišti Schiphol byly na krátkou dobu pozastaveny a vysílání v rádiu a televizi bylo na jednu minutu pozastaveno. Minuta ticha byla v některých nizozemských školách mimo jiné narušena výkřiky „Alláhu Akbar“.

## Seznam
| Rok  | Dny smutku | Důvod                                      | Poznámky                             |
| ---- | ---------- | ------------------------------------------ | ------------------------------------ |
| 2001 | 1          | Oběti útoků z 11. září                     | Tři minuty ticha.                    |
| 2010 | 1          | Oběti letecké havárie ve Smolensku v Rusku | Minuta ticha v sídle NATO v Bruselu. |
| 2015 | 1          | Oběti útoků v Paříži v listopadu 2015      | Jedna minuta ticha.                  |